# 宮崎県道359号赤谷橋山線
宮崎県道359号赤谷橋山線（みやざきけんどう359ごう あかだにはしやません）は、宮崎県宮崎市を通る一般県道である。

## 概要
宮崎市高岡町浦之名から宮崎市高岡町高浜に至る。起点、終点ともに国道10号と交差する。
1967年（昭和42年）の認定時は「赤谷浜子線」として認定されたが、高岡バイパスの開通に伴い宮崎市高岡町五町 - 宮崎市高岡町高浜間が国道10号の指定から外れ、同区間が本路線に編入されたことに伴い、路線名が変更された。

### 路線データ
- 起点：宮崎市高岡町浦之名（国道10号交点）
- 終点：宮崎市高岡町高浜（国道10号交点）

## 歴史
- 1967年（昭和42年）3月28日 - 一部区間が「赤谷浜子線」として、宮崎県告示第223号[2]により路線認定される。当時の路線番号は159。

## 地理

### 通過する自治体
- 宮崎県
  - 宮崎市

### 交差する道路
| 交差する道路                                  | 交差する場所 | 交差する場所     |
| --------------------------------------------- | ------------ | ---------------- |
| 国道10号                                      | 高岡町浦之名 | 起点             |
| 宮崎県道24号高鍋高岡線 宮崎県道28号日南高岡線 | 高岡町五町   | 宮崎市五町交差点 |
| 宮崎県道351号木脇高岡線                       | 高岡町高浜   |                  |
| 国道10号                                      | 高岡町高浜   | 終点             |

### 沿線
- 赤谷橋[1]
- 宮崎市役所高岡総合支所